# Sideroxylon nervosum
Sideroxylon nervosum är en tvåhjärtbladig växtart som beskrevs av Nathaniel Wallich och George Don jr. Sideroxylon nervosum ingår i släktet Sideroxylon och familjen Sapotaceae.
Artens utbredningsområde är Burma. Inga underarter finns listade i Catalogue of Life.